# موزيس أرمسترونغ
موزيس كيمبيل أرمسترونغ، (19 أيلول\سبتمبر 1832 - 11 كانون الثاني\يناير 1906)، مسّاح أمريكي، كان نائباً عن مقاطعة داكوتا في مجلس النواب الأمريكي.

## حياته
ولد أرمسترونغ في ميلان في مقاطعة إيري (أوهايو). درس في معهد هورن في ميلان وجامعة كيس وسترن ريسرف في كليفلاند (أوهايو)، ثم انتقل إلى مينيسوتا عام 1856. انتخب كمسّاح لمقاطعة موور (مينيسوتا)، ثم تمّ تعيينه لمسح الأراضي الاتحادية.
عندما انضمت مينيسوتا إلى الاتحاد، انتقل أرمسترونغ إلى مقاطعة داكوتا، ثم إلى قرية صغيرة يسكنها سكان أصليون. كان عضواً في أول مجلس نواب إقليمي عام 1861، ثم أعيد انتخابه أعوام 1862 و1863، وكان متحدثاً في المجلس عام 1863. أصبح محرراً في صحيفة «اتحاد داكوتا» عام 1864، وعيّن كاتباً في محكمة الإقليم العليا عام 1865. انتخب عضواً في المجلس الإقليمي عام 1866 وعام 1867، ثم عمل رئيساً للمجلس.
عام 1867، عمل أرمسترونغ سكرتيراً للجنة السلام الهندية في مقاطعة داكوتا. وكمسّاح أسس مسوحات خط الطول الكبير والخطوط القياسية للولايات المتحدة في داكوتا الجنوبية وشمالي وادي النهر الأحمر الشمالي. انتخب مرّة أخرى في المجلس الإقليمي عام 1869. عام 1870، انتخب في مجلس النواب الأمريكي عن الحزب الديمقراطي (الولايات المتحدة). كما أعيد انتخابه عام 1872، وخدم من 4 آذار (مارس) 1871 حتى 3 آذار (مارس) 1875.
لم يكن أرمستروتغ مرشحاً ناجحاً في إعادة الانتخابات عام 1874، فانتقل إلى سانت جيمس الواقعة في مقاطعة واتونوان (مينيسوتا) حيث انخرط في الأعمال المصرفية والعقارات.
توفي في ألبرت ليا، ودُفن في مقبرة ليكوود في منيابولس.

## وصلات خارجية
- موزيس أرمسترونغ at the Biographical Directory of the United States Congress